# Sośnica (województwo podkarpackie)

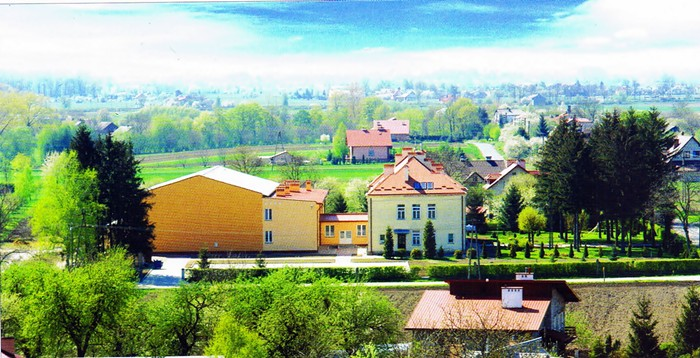
Sośnica, szkoła

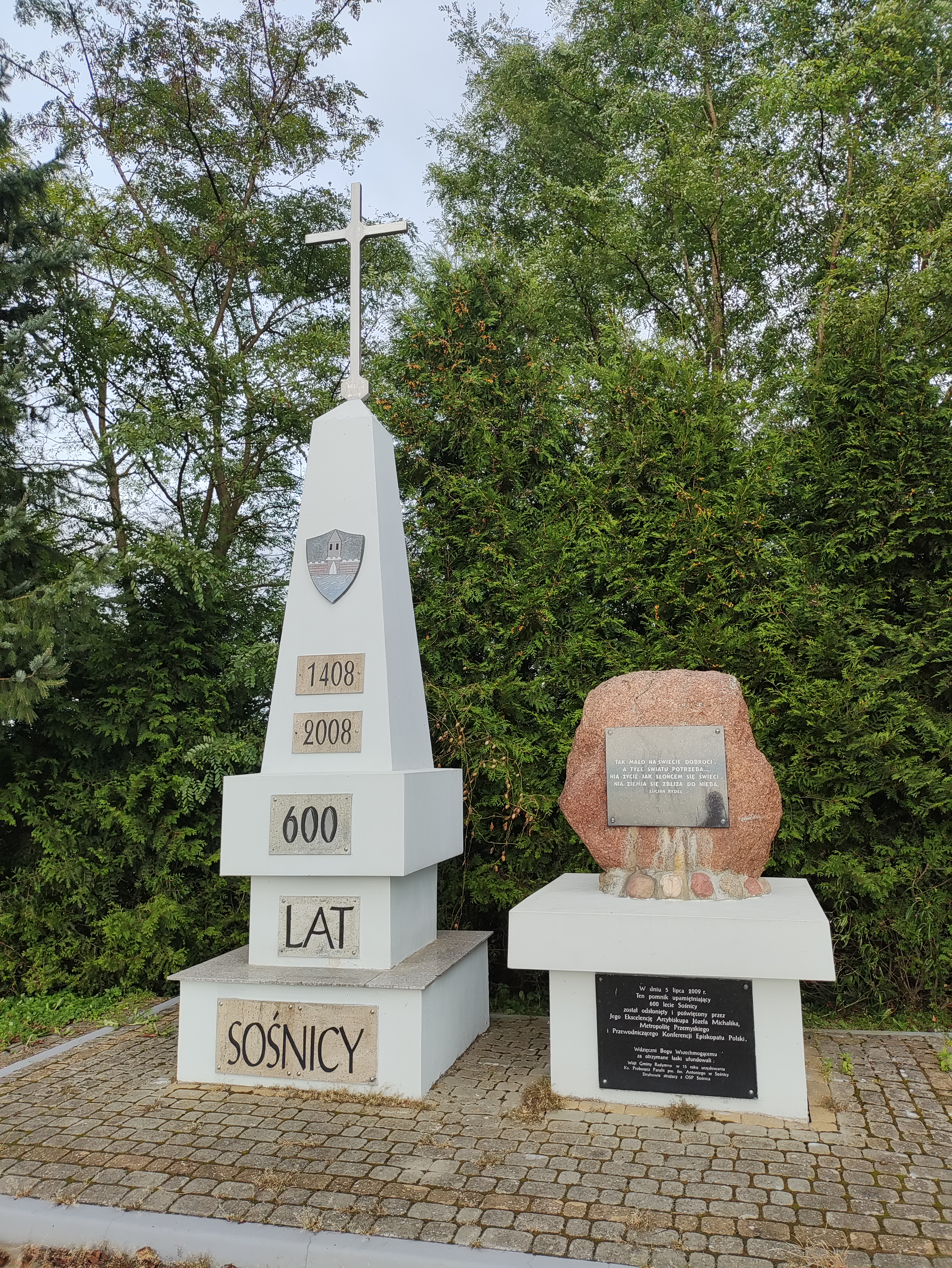
Pomnik 600-lecia Sośnicy

Sośnica – wieś w Polsce położona w województwie podkarpackim, w powiecie jarosławskim, w gminie Radymno. Położona na lewym brzegu rzeki San jest jedną z większych wsią Gminy Radymno.
W latach 1975–1998 miejscowość położona była w województwie przemyskim.

## Historia
Miejscowość po raz pierwszy była wzmiankowana w 1408 roku. W roku 1450 właścicielem wsi był Jan z Pilczy wnuk Ottona i syn Elżbiety Granowskiej trzeciej żony Władysława Jagiełły. W 1478 roku wieś odziedziczył jego najmłodszy syn Otto, późniejszy podkomorzy lubelski. W 1511 roku właścicielem jest Stanisław Pilecki (Oczyc). W rękach Pileckich pozostała prawdopodobnie do1579 roku, gdy wieś kupił Konstanty Korniakt, kupiec grecki pochodzący z Krety. W 1589 roku miejscowość leżała w ziemi przemyskiej województwa ruskiego. W 1593 roku książę Aleksander Ostrogski (1571–1603) herbu Ostrogski, wojewoda wołyński, wyswobodził Jarosław z rąk Tatarów, atakując w kierunku Sośnicy.
W 1601 Hieronim Jazłowiecki prawował się przed Trybunałem Koronnym w Lublinie z Konstantym Korniaktem, jednak zmuszony był ustąpić mu Sośnicę. Przez cały XVII wiek i na początku XVIII właścicielami była rodzina Korniaktów herbu Krucini. W 1603 zamek i wieś zostały najechane i złupione przez Stanisława Stadnickiego „diabła łańcuckiego” w czasie prowadzonej przez niego prywatnej wojny z Korniaktami, a właściciel Konstanty Korniakt Młodszy pojmany i uwięziony na zamku w Łańcucie.
W wydanym w 1786 r. dziełku pt. „Geografia (...) Galicyi i Lodomeryi” autorstwa hr. Ewarysta Andrzeja Kuropatnickiego czytamy: Sośnica. Wieś sławna najlepszym portem nad Sanem, stąd wiele statków z sobą naładowanych idzie na Wisłę. Jest teraz dziedziczna domu hrabiów Mniszchów.. W XIX wieku Sośnica należała do Lubomirskich.
W II Rzeczypospolitej wieś w powiecie jarosławskim województwa lwowskiego. Do 1939 roku we wsi znajdował się dwór, którego właścicielami byli Ludgarda Stadnicka oraz Adam Stadnicki. W latach 1945–1946 nacjonaliści ukraińscy z OUN-UPA zamordowali tutaj 6 Polaków, paląc 280 gospodarstw, które pozostały po Ukraińcach przesiedlonych do ZSRR.
Przed II wojną światową kierownikiem szkoły w Sośnicy był kpt. Władysław Ważny ps. „Tygrys”, późniejszy bohater walki wywiadowczej przeciwko niemieckim wyrzutniom V1 i V2 we Francji.

## Zabytki
- ruiny zbudowanego w XVI wieku zamku w Sośnicy, nr rejestru zabytków A-979 z 19.12.1994 roku, ul. Zamkowa 13[6][15]

## Części wsi
| SIMC    | Nazwa         | Rodzaj    |
| ------- | ------------- | --------- |
| 0609913 | Blok Czerwony | część wsi |
| 0609920 | Błonie        | część wsi |
| 0609936 | Czworaki      | część wsi |
| 0609942 | Pod Świętem   | część wsi |
| 0609959 | Rynek         | część wsi |
| 0609965 | Zatorze       | część wsi |
| 0609971 | Zazamcze      | część wsi |

## Osoby związane z miejscowością
- Tadeusz Kensy – działacz przedsierpniowej opozycji demokratycznej w PRL i działacz „pierwszej” „Solidarności”.